# Hazerswoude
Hazerswoude è un'ex-municipalità dei Paesi Bassi situata nella provincia dell'Olanda Meridionale. Soppressa il 1º gennaio 1991, il suo territorio, fu incorporato, insieme a quello delle ex-municipalità di Koudekerk aan den Rijn e Benthuizen nella municipalità di Rijneveld, soppressa a sua volta il 1º gennaio 2014, ed oggi facente parte della municipalità di Alphen aan den Rijn.